# Departamento San Miguel
San Miguel es un departamento de la provincia de Corrientes, en el noreste de Argentina; que ocupa 3061.5 km², en la región centro-norte de la provincia. La región estuvo históricamente habitada por los guaraníes y alojó, en la época de la colonia, reducciones jesuíticas. Loreto, uno de los mayores centros poblacionales de la zona junto con la cabecera departamental, tiene su origen en una de ellas.
San Miguel limita al oeste con los departamentos Concepción y General Paz; al este con el departamento Ituzaingó; y al norte con Paraguay, país cuya frontera con Argentina en esta zona está demarcada por el río Paraná.
El departamento está escasamente habitado, puesto que gran parte de su territorio pertenece a la reserva natural de los esteros del Iberá.

## Historia
El 7 de marzo de 1917 el gobernador Mariano Indalecio Loza aprobó por decreto el Cuadro comparativo de la subdivisión en Departamentos y Secciones de la Provincia de Corrientes; Límites interdepartamentales e interseccionales, que fijó para el departamento San Miguel los siguientes límites:

Departamento San Miguel - Límites departamentales: Norte: Estero Santa Lucía y río Paraná; Este: Estero Ipuku Guasu y Santa Ana, límite Este de las islas Invernada, Potrero Buey, estero Carambolita, siguiendo el río Carambola hasta la punta Norte del rincón del Carambola; Sudoeste: El límite sigue el estero Ajuku, entre las propiedades Artigas, Gallardo, Lezcano, Calvo, Reboratti y la de Liebig y Cía., hasta el mojón Oeste de la propiedad de G. A. de Vallejos, de aquí corta en dirección Noroeste la propiedad Ambrosio Frontini, sigue a lo largo del límite Norte de la misma propiedad hasta el mojón Sudeste de la propiedad María Blanca Balestra y, después, a lo largo del límite Oeste de la Colonia Madariaga, en el estero Santa Lucía.

El cuadro señaló que el departamento estaba dividido en 4 secciones:

El Departamento está dividido en cuatro Secciones, con los siguientes límites:
 1ra. Sección: Norte: Estero Malo hasta la propiedad M. Molina, después límite Sur de los ejidos de Loreto y de la propiedad de Ernesto Meabe; Este: Estero Ipuku Guasu y estero Guasu; Sur: Límite Sur de las propiedades de Martín y Ernesto Vaccaro, siguiendo después por el estero Ajuku hasta el mojón Sur de la propiedad M. Barreiro, límite Sur de esta misma propiedad y de los ejidos de San Miguel y estero San Miguel; Oeste: Esteros de San Miguel y de Santa Lucía.
 2da. Sección: Toda la parte al Sur del límite Sur de la 1ra. Sección, comprende la 2da. Sección;
 3ra. y 4ta. Sección: La parte al Norte de la 1ra. Sección está dividida en dos Secciones, corriendo la línea divisoria en dirección Norte por el estero Malo al Oeste de los ejidos de Loreto hasta el mojón Norte de la propiedad de Ernesto Meabe, siguiendo después los límites Sudoeste y Oeste de la propiedad de Angela V. de Reyes y el límite Oeste de la de Ernesto Amadey. Al Oeste de esta línea divisoria está la 3ra. Sección, y al Este, la 4ta. Sección.

El 31 de agosto de 1935 fue publicado el decreto del vicegobernador Pedro Resoagli que determinó los límites de los departamentos:

Departamento San Miguel: Tiene los siguientes límites generales: Norte: La línea corre por el estero Santa Lucía, a contar del punto en que el Departamento Concepción deja de coincidir, en su deslinde Nord-Oeste, con el de General Paz, o sea la fusión de los esteros Santa Lucía, Malo y San Miguel. Continúa por el estero Santa Lucía, el límite Oeste de las propiedades de Cayetano Ríos y sucesores de Angela V. de Reyes hasta el río Alto Paraná, y por el cauce principal de éste hasta la boca del arroyo Ivikuy; Este y Sud: A contar de la boca del arroyo Ivikuy, en el río Alto Paraná, el curso del arroyo Ivikuy, aguas arriba, hasta el estero Ipuku Guasu; continúa por este estero, por el estero Guasu, estero Santa Ana, estero Carambola, laguna Paraná y esteros del Carambola hasta el estero Ajuku; Oeste: El límite sigue el estero Ajuku entre las propiedades Artigas, Gallardo, Lezcano, Calvo y Reboratti, pertenecientes al Departamento Concepción, y la de South American Cattle Farms Lda., del Departamento San Miguel, hasta el mojón Oeste de la propiedad de G. A. de Vallejos; de ahí corta en dirección Nord-Oeste la propiedad de Ambrosio Frontini, sigue por el deslinde Norte de la misma hasta el mojón S. E. de la propiedad de María Blanca Balestra (en el Departamento Concepción), de cuyo punto continúa por el límite Oeste de la Colonia Madariaga, y por su prolongación hasta el estero Santa Lucía.

## Población
Cuenta con 12 713 habitantes (Indec, 2022), lo que representa un incremento promedio anual del 1.6% frente a los 10 572 habitantes (Indec, 2010) del censo anterior.

La mediana de edad se estableció en 26 años.
| Gráfica de evolución demográfica de Departamento San Martín entre 1991 y 2022 |
|                                                                               |
| Fuente: censos nacionales del INDEC                                           |

## Localidades
La mayor parte de la población se concentra en la ciudad cabecera del departamento. El resto es población de carácter rural, dispersa o asentada en pequeñas localidades.
| Cabecera (Población 2010) | Localidades (Población 2010) |
| ------------------------- | ---------------------------- |
| * San Miguel (4792 hab.)  | - Loreto (1938 hab.)         |